# Siège de la forteresse de Mulucha
Guerre de Jugurtha
Batailles
Cirta, Suthul, Muthul, Thala, Zama
Le siège de la forteresse de Mulucha, faisant partie de la guerre de Jugurtha, est un blocus d'une forteresse jugurthine par une armée romaine en 106 av. J.-C, près de la rivière de Moulouya. Les Romains étaient commandés par Caius Marius, et les Numides par un commandant inconnu. L'objectif principal des Romains était de capturer l'un des trésors du roi Jugurtha, qui était censé se trouver à l’intérieur de la forteresse. Marius assiégea la ville fortifiée et la prit finalement par la ruse.

## Contexte
Le roi Massinissa de Numidie, allié fidèle de Rome, mourut en 149 av. J.-C. Il fut remplacé par son fils Micipsa, qui régna de 149 à 118 av. J.-C. À sa mort, Micipsa laissa trois héritiers potentiels : ses deux fils, Adherbal et Hiempsal, ainsi qu'un neveu illégitime, Jugurtha. Jugurtha avait combattu sous les ordres de Scipion Émilien lors du siège de Numance, où il s'était lié d'amitié avec des aristocrates romains et avait appris à connaître la société romaine ainsi que ses tactiques militaires. Micipsa, craignant qu'après sa mort Jugurtha n'usurpe le royaume au détriment de ses propres fils, jugés moins capables, l'adopta et lui légua la royauté conjointement avec ses deux fils. Après la mort de Micipsa, les trois rois se brouillèrent et décidèrent finalement de diviser leur héritage en trois royaumes distincts. Incapables de s'entendre sur les modalités de la division, Jugurtha déclara ouvertement la guerre à ses cousins. Hiempsal, le plus jeune et le plus courageux des deux frères, fut assassiné par des agents de Jugurtha. Ce dernier leva une armée et marcha contre Adherbal, qui s'enfuit à Rome pour solliciter l'arbitrage du Sénat romain.
Bien que le Sénat se fût porté garant du testament de Micipsa, il se laissa alors corrompre par Jugurtha, fermant les yeux sur ses crimes, et organisa une commission, dirigée par l'ancien consul Lucius Opimius, afin de procéder à une division équitable de la Numidie entre les prétendants restants en 116 av. J.-C. Jugurtha soudoya les membres romains de la commission et se vit attribuer la moitié occidentale de la Numidie, plus fertile et plus peuplée, tandis qu'Adherbal recevait la partie orientale. Impuissant, Adherbal accepta et la paix fut conclue. Peu après, en 113 av. J.-C., Jugurtha déclara de nouveau la guerre à son frère et le vainquit, le forçant à se réfugier dans Cirta, la capitale d'Adherbal. Ce dernier résista pendant plusieurs mois, aidé par de nombreux Romains et Italiens installés en Afrique pour le commerce. Depuis ses lignes de siège, Adherbal fit de nouveau appel à Rome, et le Sénat envoya un message ordonnant à Jugurtha de se retirer. Ce dernier ignora l'injonction, ce qui poussa le Sénat à dépêcher une seconde commission, cette fois dirigée par Marcus Æmilius Scaurus, un membre respecté de l'aristocratie, pour contraindre le roi numide à la soumission. Feignant d'être disposé à discuter, Jugurtha fit traîner les négociations avec Scaurus suffisamment longtemps pour que Cirta manque de vivres et perde tout espoir de secours. Lorsque Scaurus repartit sans avoir obtenu d'engagement ferme, Adherbal se rendit. Jugurtha le fit aussitôt exécuter, ainsi que les Romains qui avaient participé à la défense de Cirta. Mais la mort de citoyens romains provoqua un tollé immédiat parmi le peuple à Rome, et le Sénat, menacé par le tribun de la plèbe Gaius Memmius, se résolut enfin à déclarer la guerre à Jugurtha en 111 av. J.-C..
En 111 av. J.-C., le consul Lucius Calpurnius Bestia prit le commandement d'une armée romaine contre Jugurtha, mais il se laissa corrompre. L'année suivante, le consul Spurius Postumius Albinus lui succéda dans la conduite de la guerre contre le roi numide, mais lui aussi accepta des pots-de-vin. Le frère de Spurius, Aulus Postumius Albinus, se laissa entraîner par Jugurtha dans les régions désolées du Sahara, où le rusé roi numide — qui, selon certaines sources, avait soudoyé des officiers romains pour faciliter son attaque — réussit à prendre les Romains au dépourvu. La moitié de l'armée romaine fut tuée, et les survivants furent contraints de passer sous le joug, dans un acte symbolique de capitulation particulièrement humiliant. Toutefois, lorsque le Sénat romain apprit cette reddition, il refusa d'en reconnaître les conditions et décida de poursuivre la guerre.
Après la défaite de Postumius, le Sénat, enfin secoué de sa léthargie, nomma commandant en Afrique le noble plébéien Quintus Caecilius Metellus Numidicus, réputé pour son intégrité et son courage. Metellus démontra la justesse de son jugement en sélectionnant pour la campagne des officiers compétents plutôt que de hauts dignitaires, tels que Caius Marius et Publius Rutilius Rufus. Metellus arriva en Afrique en tant que consul en 109 av. J.-C. et consacra le reste de l'année à une sérieuse réforme disciplinaire de ses troupes démoralisées.
Au printemps 108, Metellus mena son armée réorganisée en Numidie ; Jugurtha, alarmé, tenta d'engager des négociations, mais Metellus fit traîner les pourparlers, et, sans accorder de conditions au roi numide, il conspira avec les envoyés de Jugurtha pour le capturer et le livrer aux Romains. Jugurtha, devinant les intentions de Metellus, rompit les négociations et se replia. Metellus le poursuivit, franchissant les montagnes jusqu'au désert, avançant jusqu'à la rivière Muthul, où les Numides leur tendirent une embuscade. Grâce au commandement habile de Metellus, de Marius et de Rutilius Rufus, les Romains remportèrent une victoire sans issue décisive lors de la bataille du Muthul. Plus tard dans l'année, Metellus surprit Jugurtha en capturant les forteresses du trésor royal à Thala.
L'année suivante (107 av. J.-C.), l'un des nouveaux consuls, Caius Marius, prit le commandement de la guerre contre Jugurtha. Marius marcha vers l'ouest, ravageant la campagne numide, s'emparant de petites villes et forteresses, cherchant à provoquer Jugurtha à livrer bataille en terrain ouvert, mais le roi numide refusa de se laisser entraîner. Marius détruisit la ville numide de Capsa ; après quoi, ville après ville tomba, pour la plupart sans combat. Au début de 106 av. J.-C., Marius avait tracé un chemin de destruction à travers le cœur de la Numidie, soumettant la majeure partie du royaume de Jugurtha. Il atteignit alors l'un des principaux trésors de Jugurtha, conservé dans une ville fortifiée près de la rivière Mulucha.

## Déroulement
Marius était déterminé à capturer la ville et son trésor, mais en raison du paysage et de l’emplacement de la forteresse, il ne pouvait pas utiliser les machines de siège nécessaires. Plusieurs tentatives d’assaut contre la forteresse échouèrent.
Par hasard, un Ligure auxiliaire était parti chercher de l’eau au pied de la ville élevée, à l’arrière. Apparemment, il avait envie d’escargots et entreprit de grimper pour en chercher. En quête de son dîner, il découvrit un passage permettant d’accéder au plateau et d’entrer dans la ville. Il retourna alors au camp pour faire part de sa découverte.
Marius assigna cinq joueurs de cor et quatre centurions pour accompagner le Ligurien et infiltrer la ville. Les Romains créèrent une diversion pour attirer l’attention des défenseurs vers l’avant de la ville, pendant que le groupe d’infiltration pénétrait par l’arrière.
Une fois le groupe en position, Marius ordonna un assaut général contre la ville. Il envoya une formation en testudo vers la porte.
Pendant que les Numides repoussaient l’offensive de Marius, ils entendirent soudain des cors venant de l’intérieur de la ville. Le son des cors sema la confusion et la panique, et les défenseurs supposèrent probablement que les Romains avaient percé leurs défenses à l’arrière pendant qu’ils étaient occupés à combattre l’attaque frontale.
Les Romains profitèrent de la situation, prirent d’assaut les murs et mirent la ville à sac.

## Conséquences
Jugurtha poursuivit sa guerre contre Rome pendant encore deux ans. Malheureusement pour lui, Marius et son subordonné Sylla réussirent à convaincre le roi Bocchus Ier, allié et beau-père de Jugurtha, qu'il était dans son intérêt d'abandonner son gendre. Bocchus conspira avec Sylla, qui s'était rendu en Maurétanie dans le cadre d'une mission spéciale visant à capturer Jugurtha. L'opération fut périlleuse dès le départ, le roi Bocchus pesant les avantages de livrer Jugurtha à Sylla ou de livrer Sylla à Jugurtha. Finalement, Bocchus décida que son avenir était lié à Rome et il contribua à la capture de Jugurtha.
Bien que Sylla ait orchestré la capture de Jugurtha, Marius, sous les ordres de qui Sylla servait à l'époque, s'en attribua tout le mérite. La publicité entourant cet exploit donna un coup d'élan à la carrière politique de Sylla.

## Dans la culture populaire
Une version romancée du siège, centrée sur un auxiliaire passionné par les escargots et sur sa découverte, est présentée dans le roman The First Man in Rome de Colleen McCullough.